# Americký klub dam
Americký klub dam byl první český ženský spolek. Působil v letech 1865–1948, znovu obnoven byl v roce 1996.

## Historie
Založen byl v roce 1865 jako jeden z prvních českých ženských spolků a zároveň jako jeden z prvních českých spolků vůbec – teprve Říjnový diplom vydaný roku 1860 umožnil zakládat spolky, do té doby nebyla spolková činnost dovolena. Spolek, u jehož zrodu stála i např. Karolina Světlá, vznikl z iniciativy Vojty Náprstka poté, co se vrátil z Ameriky a hodlal se podělit s českými ženami o poznatky, zážitky a dojmy z tamního života. V domě své matky („U Halánků“) kromě osvětových přednášek pořádal i praktické lekce pro moderní hospodyně. Zájem byl značný, členství v klubu patřilo k dobrému tónu tehdejší české vlastenecké společnosti a k jeho členkám náležela většina ženské populace významných českých rodin – manželky a dcery spisovatelů, intelektuálů, novinářů, politiků. Jen v letech 1865–1889 se v Klubu vystřídalo 893 žen, mezi nimi (vedle spoluzakládající Karoliny Světlé) i takové osobnosti jako Renata Fügnerová-Tyršová, Anna Holinová, Eliška Krásnohorská, Teréza Nováková, Sofie Podlipská, Marie Riegrová-Palacká. Členkou byla i Charlotta Garrigue-Masaryková, manželka T. G. Masaryka.
V letech 1948/49 až 1989 byla v Československu veřejná spolková činnost podřízena systému Národní fronty Čechů a Slováků pod vedením KSČ a tak byla znemožněna existence i Amerického klubu dam. Opět obnoven byl až v roce 1996.